# Церковь Ризоположения из села Бородава
Церковь Ризоположения из села Бородава — деревянный православный храм из находящегося недалеко от Ферапонтова монастыря села Бородава (ныне Кирилловский район Вологодской области), перенесённая в город Кириллов на территорию Кирилло-Белозерского монастыря — самый старый точно датированный сохранившийся памятник русского деревянного зодчества.
Имеется только один памятник русского деревянного зодчества, вероятно, более древний, чем бородавский храм — это церковь Воскрешения Лазаря, построенная на северо-восточном берегу Онежского озера, перенесённая в 1959 году в Кижи, сооружённая, как ранее считалось, в конце XIV века. Однако исчерпывающие доказательства её возраста отсутствуют, и некоторые современные специалисты датируют её XVI веком.
В настоящее время церковь Ризоположения находится на территории Нового города Кирилло-Белозерского монастыря у северной стены Ивановского монастыря. Объект культурного наследия России федерального значения.

## Из истории

### Село Бородава
Церковь Положения Риз Пресвятой Богородицы была поставлена в селе Бородава, на высоком мысу — «стрелке» у впадения в Шексну речки Бородавы, в 23 километрах от Ферапонтова монастыря, расположенного рядом с Бородаевским озером, из которого и вытекает речка Бородава. Торговое село Бородава относилось к владениям Ферапонтова монастыря и играло роль перевалочной базы и пристани монастыря. Здесь перегружали предназначенные для монастыря товары с шедших по Шексне и не способных пройти по узкой и извилистой Бородаве судов на лодки для дальнейшей их доставки к монастырю. К бородавской же пристани со всех монастырских угодий везли предназначенные к отправке по Шексне товары и продукты. В селе имелось большое число «изб монастырской принадлежности» (монастырских домов для приезжих) и складов.

### «Ризоположение» в контексте осознания Москвы «Царством Богоматери»
.

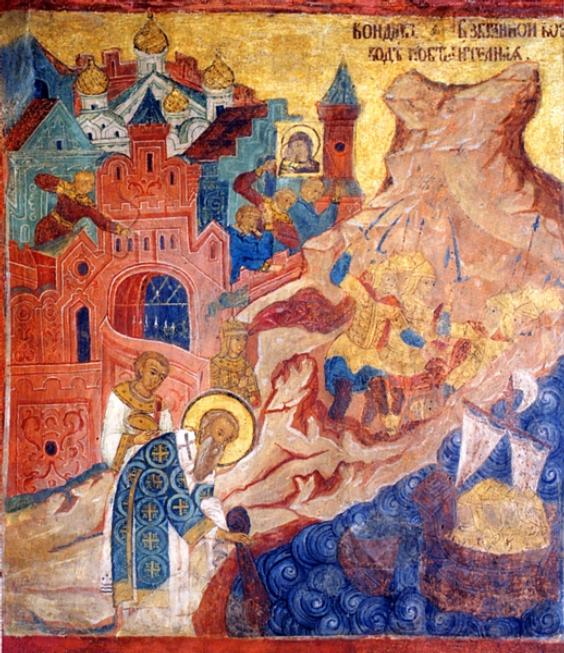
Фреска из церкви Ризоположения московского Кремля (1644). Патриарх Константинопольский Фотий и византийский император Михаил III опускают Ризу (мафорий) Богородицы в море, возникает буря, которая разгоняет суда варваров — русов под водительством киевских князей Аскольда и Дира

Бородавская церковь была освящена 1 (14) октября 1485 года в честь праздника «Положение честно́й Ризы Пресвятой Богородицы во Влахерне». Во Влахернской церкви хранилась Риза Богородицы, а также 1 (14) октября 911 года сотворилось чудо явления Богородицы, празднуемое на Руси как Покров Пресвятой Богородицы. Влахерна в XV веке — константинопольский квартал. Праздник Положения Ризы Богородицы отмечается 2(15) июля. Кроме Ризы, в Константинополе, в капелле Агиа Сорос при Халкопратийской церкви Богоматери, хранился Пояс Богородицы, позже (до XII века) перенесённый во Влахернскую церковь.
Риза и Пояс Богородицы по традиции, пришедшей из Византии, почитались на Руси как святыни, хранящие город от нашествия врагов.
За 34 года до постройки бородавской церкви под стены Москвы подступил ордынский царевич Мазовша, который стал у столицы, жёг её посады и готовился к решительному приступу. Великий князь Василий II Тёмный, в полном соответствии с обычаями московских князей XIV—XV веков, покинул столицу, вверив её оборону митрополиту Ионе и боярам. Иона молитвами и церковными службами укреплял защитников Москвы. Неожиданно, «в пяток, в 2 июля на Положение риз Богородици» (2 (15) июля 1451 года), после вылазки москвичей из Кремля, Мазовша убежал, оставив весь свой лагерь и обоз. По летописям, причиной бегства был услышанный татарами шум, принятый ими за шум приближающегося войска великого князя.
Эти события, а также захват в 1453 году турками-османами Константинополя, вызвали значительные сдвиги в русском религиозном сознании, которое начало подготавливать базу для формирования государственной идеологии исключительного положения Москвы в православном мире. Традиционное поклонение Богородице на Руси, восприятие Константинополя, как «Царства Богородицы», нахождение реликвий, связанных с Богородицей в Константинополе, хорошая известность среди православных текста «Слова похвального на положение ризы», в котором говорится о неоднократном спасении Константинополя от осады аварами, персами, арабами, киевскими князьями Аскольдом и Диром, когда Риза Богоматери была частично погружаема в воды Босфора и буря, при этом случае всякий раз поднимавшаяся, сокрушала флот осаждавших неприятелей, всё это формировало важнейший для русского православного общества второй половины XV века тезис о перенесении «царства Богоматери» в Москву. И в этом ряду почитание Ризы Богородицы, празднование Положения Ризы Богородицы занимало значительное место в московском религиозном сознании.

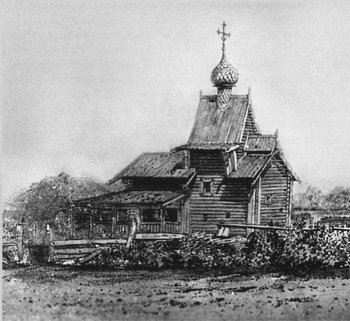
Церковь Ризоположения села Бородава. Рисунок из альбома Н. А. Мартынова. 1860-е годы. Русский музей.

В память об избавлении от татар Иона в 1451 году построил в Кремле для себя посвящённую празднику Положения ризы Пресвятой Богородицы домовую церковь. Церковь вскоре сгорела, но на её месте в 1484—1485 годах был воздвигнут новый храм, также в честь Ризоположения, который продолжал служить домовой церковью московских митрополитов и патриархов вплоть до середины XVII века, когда была построена церковь Двенадцати Апостолов.

### Земной покровитель церкви
Церковь Положения ризы в Бородаве была построена по повелению и на средства архиепископа Ростовского и Ярославского Иоасафа (в миру князя Ивана Оболенского). Иоасаф происходил из знатного рода князей Оболенских, ведущих свою родословную от Рюрика, «сродников» великого князя. Согласно легенде, во время свадьбы князя с молодой красавицей княжной Луговской Дарьей Андреевной, юродивый святой Исидор Твердислов предсказал архиерейство князя Ивана и близкую смерть его жены. Через год, при родах сына Саввы, Дарья Андреевна умерла. После смерти любимой жены он удалился от мира и подстригся в монахи в Ферапонтовом монастыре.
В 1891 году Иоасаф стал архиепископом Ростовским и Ярославским. Несмотря на столь высокий сан (тогда на Руси было всего два архиепископства), Иоасаф активно занимался Ризоположенской церковью и лично освятил храм. Существуют данные, что он не только определил сюжеты и содержание иконного ансамбля 1485 года, но и своим выбором и распределением мастеров, представляющих «передовую» для того времени московскую школы и «традиционную» ростовскую, способствовал созданию уникальных по сюжету храмовой иконы и икон деисусного чина. Уже находясь в отставке, «уйдя на покой» (в 1488 году) в Ферапонтов монастырь, он ходатайствовал об освобождении Ризоположенской церкви от пошлин и различных даней. Арихиепископ Тихон дал такое освобождение, при этом отметив, что оно сделано в честь заслуг покинувшего архиепископский пост Иоасафа:
«Се язъ Архіепископъ Тихонъ Ростовскій и Ярославскій и Бѣлозерскій бывшаго дѣля архіепископа Іоасафа пожаловал есмь: что поставилъ церковь онъ же на новѣ Ризъ Положенія св. Богородицы на Бородавѣ, и у тое церкви кто будет игуменъ и попъ и діаконъ, не надобѣ имъ моя дань Петровская и Рождественская, ни десятина, ни данскіе пошлины, ни десятинничи пошлины, ни доводщычи, ни заѣздчичи, ни зазывщычи, ни благословенная куница, ни явленная куница съ грамотою, ни полоть, ни иные ни которые пошлины, ни что по ряду; ни казенныхъ алтыновъ ни даютъ, ни писчего, ни людскаго. А дана грамота лѣта девятьдесятъ седьмаго мѣсяца апрѣля въ 1 день. Подписалъ архіепископль дьякъ Ѳедоръ Сытинъ.»
О художественном вкусе Иоасафа говорит тот факт, что для росписей первого каменного храма Ферапонтова монастыря, церкви Рождества Богородицы, он пригласил Дионисия.

### Антиминс
Сохранился данный на освящение церкви Ризоположения антиминс, обнаруженный в 1866 году священником этой церкви Павлом Левицким (до революции 1917 года он хранился в ризнице Александро-Невской лавры). Антиминс сделан из холста и отличается малыми размерами: 31⁄8 вершка (около 14 см) в длину и ширину. На нём изображён шестиконечный крест; под крестом в середине надпись:
Освятися олтарь великаго Господа Бога Спаса нашего Ісуса Христа въ церкви Пресвятыя Владычицы нашея Богородицы честнаго Положения ризы смиреннымъ Архіепископом Іосафомъ при благовѣрномъ Князѣ Иванѣ Васильевичѣ и сынѣ его Великом Князѣ Иванѣ Ивановичѣ въ лѣто 6994 на память Покрова Пресвятыя Богородицы 
Упомянутая в антиминсе дата переводится на современное летоисчисление как 1 (14) октября 1485 года. Год строительства храма также указан в клировой записи 1498 года. Некоторые источники, ссылаясь на антиминс, указывают ошибочно годом освящения 1486. Возможно, причиной ошибки является то, что при пересчёте в современное летоисчисление не учитывается, что в византийской хронологии «от сотворения мира», которой пользовались на Руси до 1700 года, новый год начинался с 1 сентября.

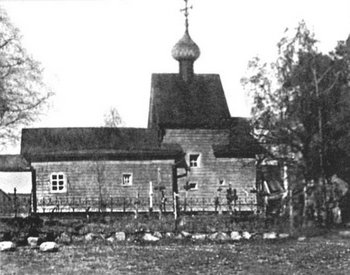
Церковь Ризоположения. Село Бородава. Фотография. Около 1900 года

### XIX век
В 1798 году Ферапонтов монастырь был упразднён указом Синода и с этого времени заботу о церкви Ризоположения взяли на себя прихожане.
Сохранилось несколько рисунков и фотографий церкви, сделанные в XIX веке. В 1847 году, во время поездки в Кирилло-Белозерский монастырь, церковь Ризоположения посетил известный литературный критик и историк литературы, академик Императорской Санкт-Петербургской Академии Наук Степан Петрович Шевырёв. В своей книге он упоминает о ней, как об особой достопримечательности, а также приводит её рисунок.
Наиболее ценным с точки зрения современных реставраторов-архитекторов, является рисунок церкви, изображающий её ещё не покрытую тёсом, выполненный художником Николаем Александровичем Мартыновым, побывавшим в Белозерье в середине XIX века и сделавшим зарисовки Кирилло-Белозерского монастыря и окрестных храмов.
Известный исследователь Ферапонтова монастыря Иван Иванович Бриллиантов в своей книге «Ферапонтов Белозерский ныне упразднённый монастырь» приводит два изображения Ризоположенской церкви — рисунок Шевырёва и фотографию 1897 года, а также вид интерьера в 1897 году и пишет, что эта небольшая церковка, приписанная к находящейся от неё в 3-х верстах Вогнемской приходской церкви, представляет собой редкий и хорошо сохранившийся образец древнерусских деревянных храмов. Он отмечает, что церковь не подвергалась существенным переделкам, за исключением недавно пристроенной паперти и что за два года до написания книги её покрыли снаружи тёсом и выкрасили масляной краской. Он также пишет, что «икноностас, царские двери, подсвечники отличаются древностью и простотою устройства» и что внутри она осталась в том же виде, как будто-бы была 400 лет такою тому назад, только волоковые окна заменены рамами. В церкви сохранились древние облачения, а около входа висит большое железное било.
Бородавская церковь избежала обычной в XIX веке перестройки в целях показного «благолепия». За исключением упомянутых обшивки тёсом и неоднократных ремонтов кровли (в этих местах кровля должна меняться примерно раз в 40-50 лет), главным изменением было уничтожение при ремонте 1848 года открытой галереи-паперти, стоящей на столбах. Во второй половине XIX века кровля и главки были покрыты железом. Интерьер в течение XIX века претерпел лишь небольшие изменения. Стены церкви были подтёсаны топором, предположительно, или для обновления белизны стен, или из соображений моды того времени, однако при этом их стесали до углов, убрав закруглённость и раскрыв пазы между брёвен.

### В советское время

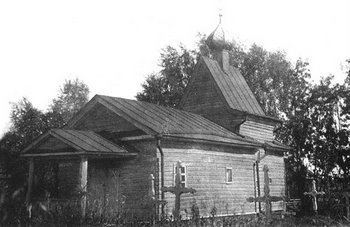
Церковь Ризоположения. Село Бородава. Фотография. Около 1930 года.

В 1919 году было принято решение, что церковь Ризоположения является уникальным памятником истории и культуры, её имущество было переписано и 30 ноября на неё было оформлено соответствующее охранное свидетельство. В 1930-х годах иконы и утварь храма были взяты на музейный учёт.

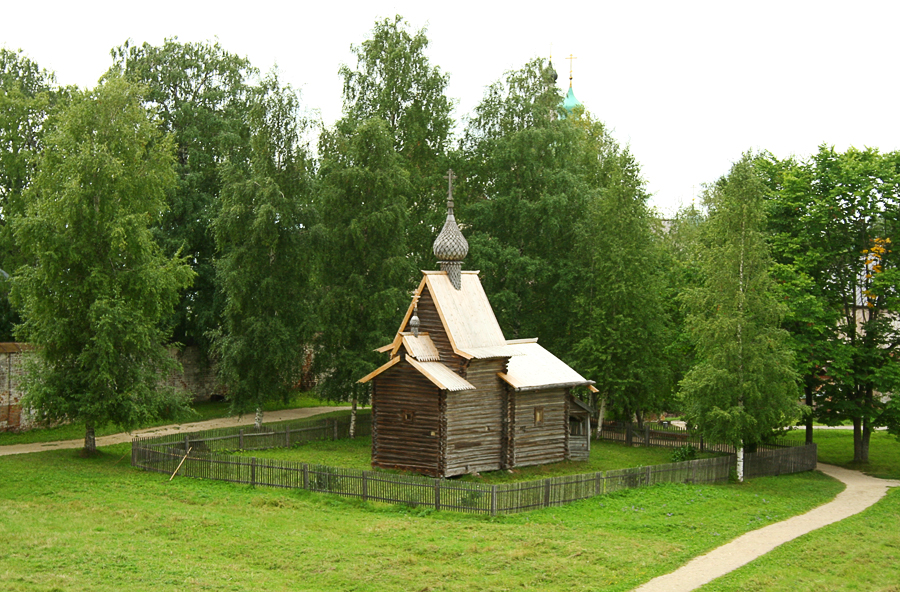
Церковь Ризоположения после перемещения в Кирилло-Белозерский монастырь и реставрации по проекту Б. В. Гнедовского. Фотография июля 2006 года.

В 1936—1937 годах Я. П. Гамза, эксперт инспекции по охране памятников Леноблисполкома, и Н. В. Перцев, художник-реставратор, провели обследование «Ризоположенской церкви дер. Бородава Пидемского сельсовета». Я. П. Гамза был первым, кто заявил о необходимости «переброски всего редкостного и первоклассного архитектурно-живописного комплекса ц. Ризоположения на территорию Кирилловского музейного заповедника». 18 ноября 1937 года Президиум Кирилловского райисполкома принял решение о закрытии действующего храма и его перевозке на территорию Кирилло-Белозерского музея «для охраны и использования в экспозиционной и научной работе», но данное решение в то время осуществлено не было и церковь Ризоположения простояла в Бородаве ещё почти 20 лет. Она оставалась действующей, выполнялись охранные мероприятия, но одновременно разрабатывался проект переноса памятника, уже исходя из того, что село Бородава попадало в зону затопления при строительстве Волго-Балтийского водного пути.
В 1950-м году в храме были прекращены службы.
В июне 1950 года началась подготовка к перемещению церкви в Кириллов. Всю организационную работу вёл инспектор по охране памятников архитектуры Вологодского облисполкома А. К. Ведров. Одновременно с перемещением планировалась реставрация. Проект был разработан архитектором Борисом Васильевичем Гнедовским. Перевоз в Кирилло-Белозерском монастырь состоялся в снежный декабрь 1957 года. Затем бригада плотников Вологодской специальной научно-реставрационной мастерской под руководством архитектора Е. Криулина собрала её и установила на заранее подготовленный столбчатый фундамент. В 1958 году реставраторы выполнили монтаж рубленых стен, бочки и обрешётки, изготовили и установили на место новые кокоры-курицы, тесовую кровлю, охлупни, лотки, потоки, потолки, кресты, каркасы барабанов и глав, которые покрыли осиновым лемехом, сделали оконные и дверные заполнения, прирубили две паперти, на северной стороне трапезной заменили три бревна: окладное и № 7 и 8 (считая снизу вверх) и на северной стороне основного сруба два бревна: № 8 и 25 и выполнили некоторые другие работы.
В 1981—1982 годах были выполнены дендрохронологические исследования церкви Ризоположения. Было отобрано 14 образцов, было взято 10 кернов из различных венцов разных стен основного сруба и четыре спила из южной и северной стен основного сруба и южной стены трапезной. Исследования показали, что основной сруб памятника имеет два хронологических горизонта: по спилам — 1470-е годы и по кернам — 1480—1490-е. Таким образом возраст храма был подтверждён дендрохронологически.

## Устройство

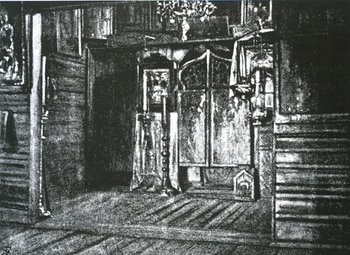
Внутренний вид Ризоположенской церкви. Рисунок из книги И. И. Бриллиантова, 1899 г.

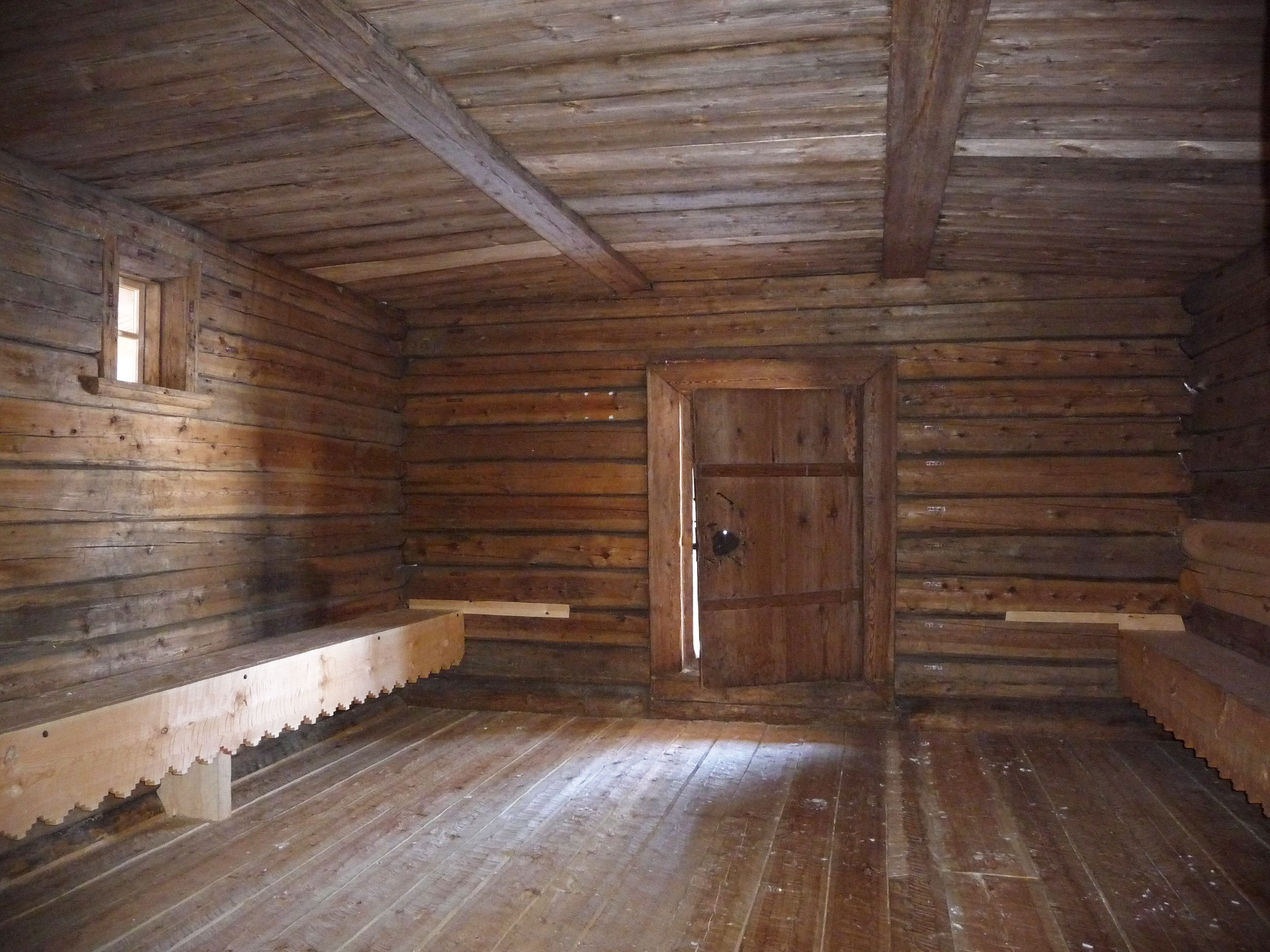
Внутренний вид трапезной церкви Ризоположения после реставрации 2009—2010 гг. Видна вспарушенность потолка.

Церковь Ризоположения имеет наиболее распространённый для древней Руси клетский тип, и состоит из трёх объёмов разного размера и высоты: основного, алтарного и трапезной. До ремонта 1848 года трапезная была окружена открытой галереей на столбах — гульбищем. Архитектура бородавской церкви отличает значительное усложнение клетского типа, по сравнению с архаичными памятниками, подобными церкви Лазаря Муромского. Ей свойственна отточенная ясность пропорций, устремлённость верх, выразительное чередование объёмов от трапезной к островерхой центральной и алтарной части. В плане церковь представляет собой поставленные один за другим по оси восток-запад два сруба. Однако объёмное решение церкви более сложно по композиции: в основной срубе размещаются два объёма — относительно высокое внутреннее пространство молельни и небольшое алтарное.
Сруб храма собран из соснового леса относительно небольшого диаметра, от 18 (редко 17) до 20 см (нижняя обвязка сделана из бруса 43 х 34 см; такой брус делается из леса диаметром 60—70 см). Брёвна сруба подобраны особо тщательно: размер каждого бревна не меняется по всей длине, сучки отсутствуют. Всё это, а особенно малый диаметр брёвен, судя по всему, является средством создания визуальной масштабности храма. Эту же цель, вероятно, преследует небольшая вспарушенность потолка (подъём по центральной осевой линии потолка по сравнению с высотой у боковых стен), поднимающегося в центральной части трапезной примерно на 15 см. Трапезная, имеющая размер в плане 4,22 на 4,54 м и высоту 2,25 м переходит в молельню высотой 3,5 м и глубиной 2,25 м и потолок, имеющий вспарушенность в почти две раза больше, чем в трапезной (около 30 см). На высоте 2,25 см, в южной стене храма, имеется косящетое окно, свет из которого наклонно падает на великолепные иконы XV—XVI веков. Алтарная часть церкви имеет высоту примерно равную трапезной и вспарушенный потолок, с такой же высотой подъёма: примерно 15—16 см.

## Иконостас церкви Ризоположения

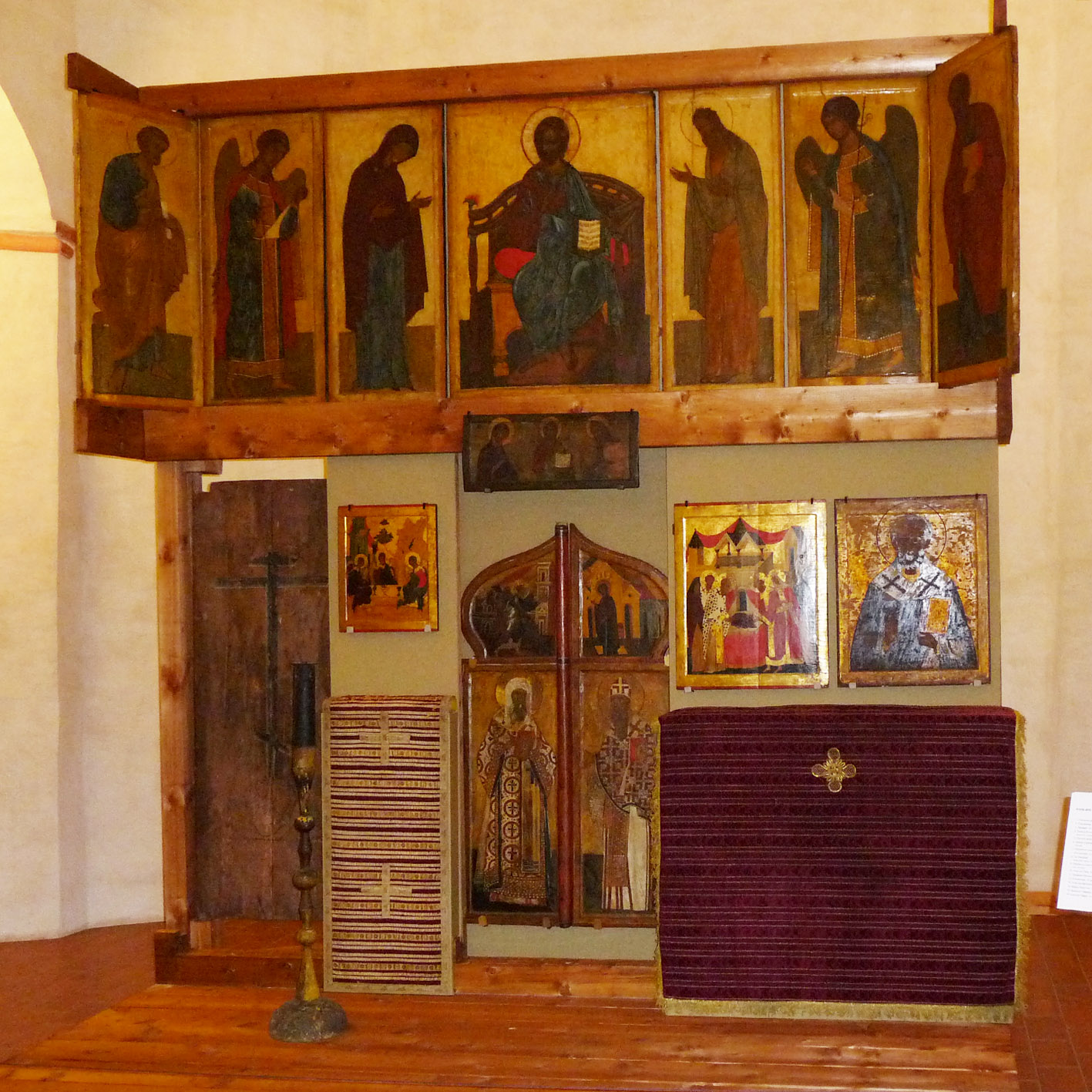
Подлинные иконы Ризоположенской церкви в экспозиции Кирилло-Белозерского музея, расположенные аналогично их расположению в иконостасе храма

К моменту закрытия церкви в 1950-м году сохранилось 19 икон, все они датируются концом XV века и XVI веком. Большинство иконописных произведений из бородавской церкви Положения риз Богоматери представляют собой значительное явление художественной жизни того времени.
Иконостас бородавской церкви состоял из двух ярусов. Справа от Царских врат в нижнем ярусе находилась сохранившаяся до наших дней храмовая икона «Положение ризы и пояса Богоматери». Вторым ярусом был деисусный чин, из первоначального состава которого сохранились иконы «Святитель Василий Великий», «Великомученик Георгий» и «Великомученик Димитрий Солунский». Праздничные чин и пророческий чин в церкви Положения риз отсутствовали. Начиная с XVI века утраченные иконы из иконостаса 1485 года периодически восполнялись. Наиболее значительным из пришедших на замену произведениями иконописи являются центральные образы деисуса и Царские врата. Причиной замены здесь, предположительно, был пожар, следы которого заметны на иконе «Положения ризы Богородицы». К началу XVI века относится выносная запрестольная выносная икона с «Богоматерью Одигитрией» на передней стороне и Николаем Угодником на обратной.
Возможно, что замена осуществлялась в несколько этапов. Наиболее ранними иконами выглядят «Спас на престоле», «Богородица», «Иоанн Креститель» и «Апостол Пётр». Вероятно, иконы архангелов и апостола Павла появились позже и, самыми поздними из этой группы, во второй половине XVI века, были созданы Царские врата.
В декабре 1956 года все 19 икон церкви Ризоположения были переданы для расчистки и реставрации в Московский музей имени Андрея Рублёва (ныне Центральный музей древнерусской культуры и искусства имени Андрея Рублёва). Дирекции Кирилло-Белозерского музея пришлось потратить значительные усилия для возвращения икон обратно в Кириллов. Первые 14 икон были возвращены в 1998 году, оставшиеся пять — 13 апреля 2009 года.

### Дионисий или нет?

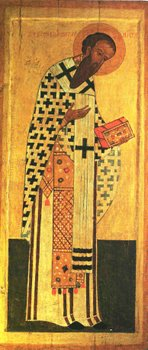
Икона деисусного чина Ризоположенской церкви «Василий Великий», мастерская Дионисия (?), 1485

Первым, кто высказал предположение о связи Дионисия с Белозерьем, был Иван Бриллиантов, сумевший прочитать плохо сохранившуюся надпись на откосе северного входа ферапонтовского собора Рождества Богородицы, гласящую, что собор расписали «Писцы Деонисие иконникъ съ своими чады». Свои исследования Бриллиантов опубликовал в книге 1899 года «Ѳерапонтовъ Бѣлозерскій, нынѣ упраздненный монастырь, мѣсто заточенія Патріарха Никона», после выхода которой общественное внимание к Ферапонтову резко возросло, принадлежность фресок собора Рождества Богородицы кисти Дионисия была установлена окончательно, а в Ферапонтово был возобновлён монастырь (в 1904 году). До открытия Бриллиантова и в первой трети XX века гипотез о «дионисьевском» происхождении бородавских икон никто не высказывал.
Во время обследования 1937 года Ярослав Гамза, визуально изучив иконы Ризоположенской церкви, сделал вывод, что десять икон верхнего, деисусного ряда, три иконы нижнего, местного ряда и икона «Распятие» из алтаря написаны Дионисием с помощниками. Он считал возможным, что эти иконы были написаны для Ферапонтова монастыря, но на границе XVII—XVIII веков, после пожара в Ферапонтове, были перенесены в бородавскую церковь. После пробных расчисток икон участвовавший в обследовании бородавского храма художник-реставратор и искусствовед Николай Перцев пришёл к заключению, что к «дионисьевским» можно отнести только пять икон: «Положение ризы и пояса Богородицы», «Троица», «Василий Великий», «Димитрий Солунский» и «Великомученик Георгий». В частности, в отношении иконы «Димитрий Солунский» он написал:
Расчисткой обнаружена древняя живопись чрезвычайно высокого качества, позволяющая отнести памятник к концу XV в. и включить в круг произведений мастера Дионисия, расписавшего фресками ц. Рождества Б. М. в Ферапонтовском монастыре, или его ближайших учеников.
После атрибутирования Перцевым длительное время авторство Дионисия или его мастерской не вызывало сомнения. Например, советский искусствовед и знаток древнерусской живописи Виктор Лазарев относил эту икону к «ранним иконам Дионисия» и отзывался о иконе «Положение ризы и пояса Богоматери» так:

С мастерской Дионисия связана превосходная икона «Положение пояса и ризы Богоматери» в Музее древнерусского искусства имени Андрея Рублёва из деревянной церкви села Бородава, освящённой в 1485 году. Эта икона особенно важна в том отношении, что помогает уточнить время исполнения житийной иконы митрополита Петра в московском Успенском соборе, где клеймо с изображением «Посвящения патриархом Петра в митрополиты всея Руси» обнаруживает большую стилистическую близость к иконе из Бородавы. Последняя исключительно красива по своим светлым, праздничным краскам, среди которых преобладает красный цвет с излюбленным Дионисием розоватым оттенком

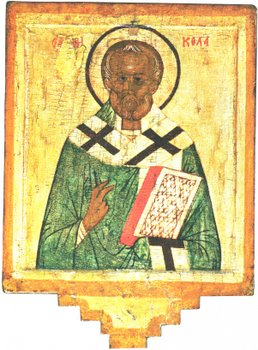
Николай Угодник. Оборотная сторона выносной иконы из церкви Ризоположения из села Бородава. XVI век

Некоторые современные искусствоведы сомневаются в правильности отнесения бородавских иконы к мастерской Дионисия. В частности, доктор искусствоведения Геннадий Попов пишет про икону «Положение ризы и пояса Богоматери»:
По отношению к стилю ведущего московского художника того времени — Дионисия, который лучше всего известен по памятникам начала 1500-х годов и характеризуется тонко найденной духовной, художественной соразмерностью персонажей и их окружения, исключительным, всеобщим согласием, бородавская икона кажется более ранней, хотя пропорции её фигур, утонченно-спокойный облик действующих лиц (см. особенно удачные образы жён и монаха) и архитектурные мотивы находят аналогии в работах Дионисия и его мастерской начала XVI века. Но ни в классических образцах его стиля, ни в произведениях, иллюстрирующих изменения художественной системы мастера внутри его же артели по пути новаций XVI столетия, нет точных соответствий иконе из Бородавы. Она предстает явлением того же направления, только предшествующим стадиально. Вот почему её связь с дионисиевским творчеством 1500-х годов кажется довольно сомнительной (такое мнение неоднократно высказывалось при первом знакомстве с иконой после её раскрытия из-под записей). К тому же нет оснований предполагать, что икона могла быть заменена новой уже в 1500—1502 годах, когда на Белоозере работал Дионисий с артелью.

### Икона «Положение ризы и пояса Богоматери»

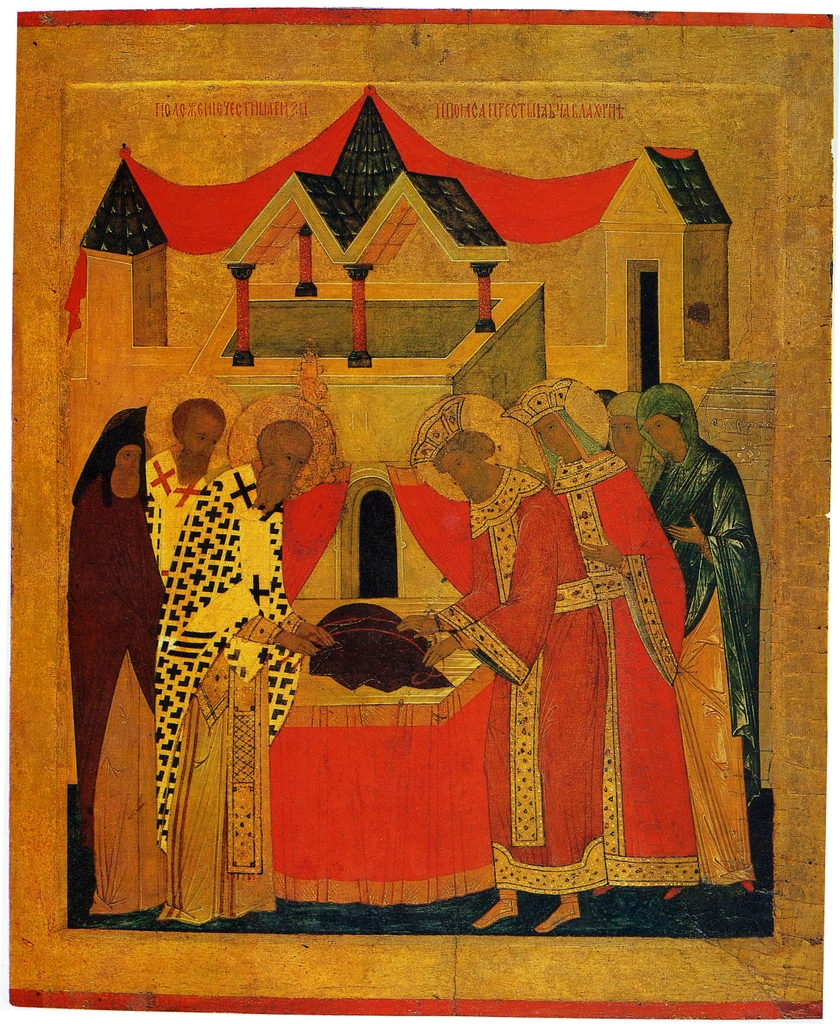
Храмовая икона Ризоположенской церкви «Положение ризы и пояса Богоматери», мастерская Дионисия (?), 1485 г. На иконе изображены Константинопольский Патриарх Геннадий I и Византийский император Лев I и императрица Верина, полагающие Ризу и Пояс Богородицы. Исторически положения Ризы и Пояса происходили в двух разных местах: в святой Раке церкви Богородицы во Влахерне и в капелле Агиа Сорос Халкопратийского храма

Полное название иконы: «Положение ризы и пояса Богоматери во Влахернах». С большой вероятностью, эта икона стала повторением ныне не сохранившейся иконы того же сюжета из кремлёвской каменной церкви Ризоположения постройки 1485 года.
На иконе изображены два разновременных события: положение Ризы Богородицы во Влахерне и положение Пояса Богородицы в Халкопратийской церкви. Русскому православному обществу было известно, что через несколько столетий после положения в Халкопратийский храм Пояс был перенесён во Влахернскую церковь и, возможно поэтому, уже в древности сюжеты положения Ризы и Пояса часто объединяют.
На иконе имеется две группы фигур. Слева Константинопольский Патриарх Геннадий I и епископ, одетые в белые крестчатые фелони и монах в коричневом плаще, жёлтой рясе и чёрном куколе. Справа — Византийский император Лев I Макелла в красно-лиловом дивитисии и его жена, императрица Верина в красном дивитисии с золотыми каймами, оба в трёхлопастных золотых коронах. За императрицей — придворные дамы в зелёных мафориях. Патриарх и император возлагают Ризу (мафорий) и Пояс Богоматери на расположенный в центре престол. Однако склонённые в торжественном, молитвенное предстоянии фигуры в большей степени отражают поклонение этим священным реликвиям. Акт возложения лишь минимально выявлен жестами Геннадия I и Льва I. Это отодвигает неисторичность одновременного положение Ризы и Пояса на вторую роль и выводит на первый план абсолютно историчное поклонение сокровищам.
Положение реликвий происходило в «Святой Раке» во Влахернах и капелле «Агиа Сорос» в Халкопроатии. На иконе дан некоторый совмещённый образ этих двух мартириумов (в реальности небольших круглых зданий с куполом). На заднем плане изображена постройка под киворием с арочным входом и стена с двумя башнями, к которым перекинут в виде полога ткань — велум. (Велум в иконографии обычно обозначает, что действие происходит внутри изображённого здания).

В верхней части иконы имеется надпись: 
ПОЛОЖЕН(І)Е ЧЕСТНЫІА РИЗЫ И ПОЯСА ПРЕС(ВЯ)ТЫЯ Б(ОГОРОДИ)ЧА В ЛАХЕРНЕ
Икона первоначально была атрибутирована, как икона из мастерской Дионисия. Однако некоторые современные исследователи не согласны с этим. Например, Г. В. Попов, исходя из того, что «стиль живописи „Положения ризы и пояса“ отличается от манеры письма Дионисия и художников его мастерской открытым колоритом и суховатой графичностью, особенно в изображении одежд», полагает, что икона относится к ведущему направлению московской живописи, непосредственно предшествующему Дионисию и что она могла быть написана или московскими иконописцами из той же мастерской, что и икона «Положения ризы и пояса» для кремлёвской каменной церкви Ризоположения 1485 года, или ростовскими художниками, повторяющими по заказу ростовского архиепископа Иоасафа эту московскую икону.
Вне зависимости от авторства иконы, её точная датировка и соответствие духовно-философским тенденциям своего времени показывает направление развития стиля. А имя и статус заказчика, архиепископа Иоасафа Оболенского, однозначно характеризует ту группу лиц, которые определяли содержательную часть направления развития этого стиля.
Икона имеет небольшой размер — 68,5 х 55,5 см. Написана темперой на цельной липовой доске с ковчегом, покрытой левкасом с паволокой. На обратной стороне — две врезные встречные шпонки. Икона реставрировалась в XVI веке, что связано, предположительно, с пожаром: имеются вставки, затрагивающие фигуры Верины и придворной дамы, стены архитектурного сооружения, фона, части лика Патриарха и руку императора. Первые расчистки были сделаны Н. В. Перцевым в 1937 году. Реставрация иконы выполнена в Музее Андрея Рублёва в 1958—1959 годах В. Е. Брягиным.

### Иконы великомучеников Георгия и Димитрия и Василия Великого

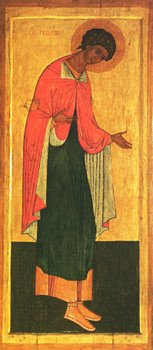
Икона деисусного чина Ризоположенской церкви «Великомученик Георгий», мастерская Дионисия (?), 1485 г.

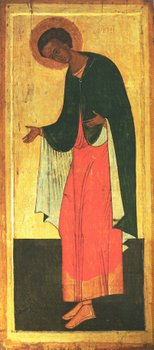
Икона деисусного чина Ризоположенской церкви «Великомученик Димитрий Солунский», мастерская Дионисия (?), 1485 г.

Из деисуса 1485 года сохранились три иконы: «Великомученик Георгий», Великомученик Димитрий Солунский" и «Василий Великий». В более поздний период они располагались на северной и южной стенах церкви. Можно быть уверенным, что парной иконой к святителю Василию была икона «Иоанн Златоуст», которая не сохранилась, а также не была заменена на более позднюю.
Иконы деисусного чина по манера письма отличаются от «Положения ризы и пояса», и будучи яркими произведениями своего времени, всё же сохранили вкус к некоторой архаике, «нестоличности». Они написаны, без сомнения, ростовским мастерами, причём, великомученики Георгий и Димитрий Солунский принадлежат кисти одного художника, а Василий Великий — другого.
После потери политической самостоятельности и присоединения к Москве Ростов сохранял роль крупного духовного центра и стал выдающимся художественным центром. Ростовские иконописцы выполняли заказы многих храмов и монастырей не только обширной ростовской епархии, но и из-за её пределов.

## Реставрация 2009—2010 годов
Реставрационные работы на церкви Ризоположения (методом полной переборки) были начаты в конце августа 2009 года Реставрационным центром РЦАПО под руководством лауреата Государственной премии РСФСР Александра Владимировича Попова.

## Современное состояние

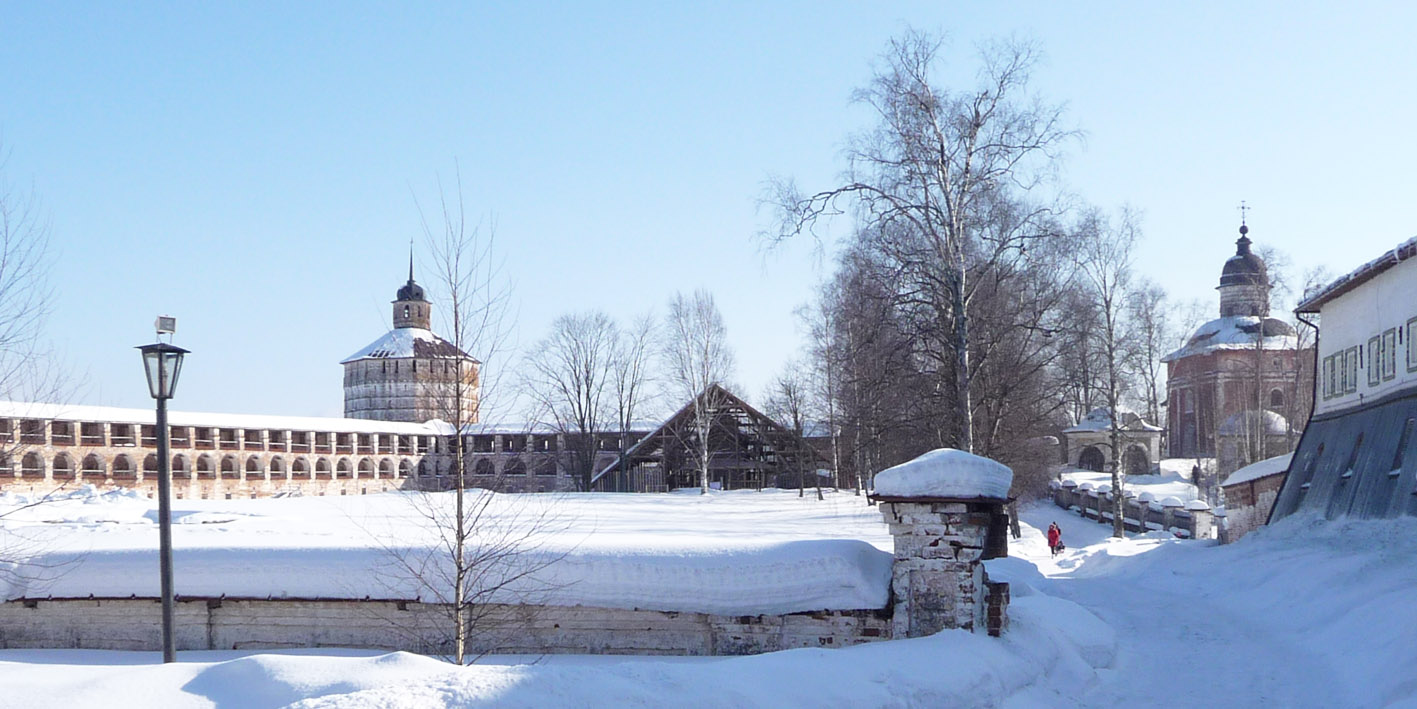
Вид на церковь Ризоположения, находящуюся на территории Кирилло-Белозерского монастыря во временном треугольном технологическом павильоне. Март 2011 г.

В настоящее время основной объём реставрационных работ на церкви Ризоположения завершён. Церковь собрана, реставрированы срубы, столярные элементы дверей и окон, воссоздана древняя кровля, реконструирована галерея по рисунку XIX века. В связи с отсутствием финансирования работы в 2011 году не ведутся и церковь находится во временном технологическом павильоне, сооруженном при её реставрации, который планируется заменить постоянным, предохраняющим её от воздействия осадков и допускающим её осмотр.